# Франц Кочевар
Франц Кочевар — Цирил (Метлика, 16. септембар 1918 — Метлика, 2005) био је учесник Народноослободилачке борбе, пуковник ЈНА и народни херој Југославије.

## Биографија
Рођен је 16. септембра 1918. године у Метлику, у Аустроугаској током Првог светског рата. У мају 1942. придружио се НОБ-у и примљен у КПС у септембру исте године. У партизанима је вршио разне функције, укључујући команданта Пете словеначке ударне бригаде и 15. дивизије. Након завршетка терапије, 1948. године постао је пуковник одреда ЈНА на подручју Светске трговинске организације, командант војног округа Шибеник, инспектор главног инспектората Југословенске народне армије и секретар народне одбране Социјалистичке Републике Словеније.

## Одликовања
- Орден народног хероја
- Орден заслуга за народ првог степена
- Орден партизанске звезде другог степена
- Орден братства и јединства другог степена
- Орден за храброст